# Séisme de 2025 en Birmanie
Le séisme de 2025 en Birmanie (Myanmar) survient le 28 mars 2025 à 6 h 20 min 52 s (UTC) à Sagaing, ville située au centre du pays. Sa magnitude va de Mw = 7,7 (USGS) à Mw = 7,9 (IPGP),. Le tremblement de terre est ressenti fortement en Birmanie même, mais aussi en Thaïlande et en Chine. Il cause, pour la seule Birmanie et dans un bilan provisoire du 10 avril, au moins 5 449 morts, 11 404 blessés et 549 disparus.

## Séisme
Le séisme, d'une magnitude de 7,7  à   7,9, a lieu près de Mandalay, à la limite entre les régions de Sagaing et de Mandalay. D'après l'USGS, l'épicentre est situé à 22,013° de latitude nord et 95,922° de longitude est. L'hypocentre se trouve sur une faille décrochante dextre à une profondeur de 10 à 35 km. La durée de rupture est d'environ 90 secondes. Le choc principal est suivi d'une réplique de magnitude de 6,4  à   6,7, douze minutes plus tard,.
Le mécanisme au foyer du séisme, indiquant un mouvement décrochant dextre presque pur, est calculé à (azimut = 2.3, pendage = 81.3, rake = 164.8) par l'OCA, qui indique aussi la propagation de la rupture vers le sud,.
La zone de dommages s'étend sur plus de 500 km. Le glissement sur la faille est quasiment horizontal, dirigé vers le sud et d'une grandeur maximale de 5,1 mètres environ,.
L'intensité macro-sismique (MSK) va de 1 à 12 selon les endroits, avec une moyenne de 4  à   300 kilomètres de distance.
Les premières données géodésiques (mesures de déplacement par satellite), sous la forme d'images prises par Copernicus, Sentinel-2 ((traitées par l'université de Taïwan) et ALOS-2, suggèrent, comme les données sismologiques, que la rupture se serait propagée du nord vers le sud, qu'il y aurait deux maxima de déplacement de la faille, que la longueur de rupture dépasserait les 300 km et que le maximum de glissement dépasserait 4 mètres [réf. à confirmer],,.

## Contexte sismo-tectonique
Trois systèmes tectoniques sont présents dans la région où se rencontrent la plaque indienne et l'Asie du sud-est, et où l'Asie est extrudée et contourne les chaînes himalayennes, avec un taux de glissement de 24 millimètres par an mesuré par des stations GPS (Tin et al. 2022). On a donc à la fois des phénomènes de subduction et de collision. Le système de failles de Sagaing est le théâtre principal d'un mouvement décrochant dextre associé au mouvement de l'Inde vers le nord. Il est orienté nord-sud et court le long d'une vallée étroite, très densément peuplée. Tous ces systèmes ont occasionné des séismes majeurs au cours de l'histoire. En 1946, par exemple, un séisme de magnitude 7,7 se produit au nord de la rupture du séisme de 2025. La région présente encore un aléa sismique important,.
Une étude de Nobuo Hurukawa et Phyo Maung Maung, publiée dans Geophysical Research Letters, identifie deux failles sismiques le long de cette faille de Sagaing (en). L'une d'elles est située dans le centre de la Birmanie, entre 19,2  et   21,5 degrés de latitude nord. Elle mesure 260 km et peut provoquer un séisme de magnitude 7,9 en cas de rupture complète.

## Victimes et dommages matériels
| Pays      | Morts | Blessés | Disparus |
| --------- | ----- | ------- | -------- |
| Myanmar   | 5 352 | 11 366  | 538      |
| Thaïlande | 96    | 536     | 7        |
| France    | 2     | 0       | 0        |
| Chine     | 0     | 2       | 0        |
| Vietnam   | 1     | 0       | 0        |
| Total     | 5 451 | 11 404  | 545      |

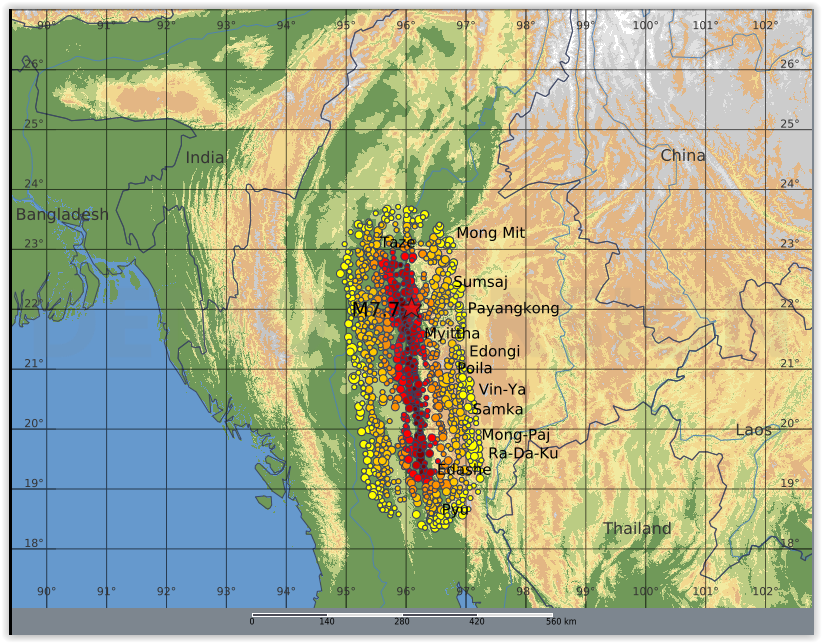
Carte du degré moyen de dommage (noir à jaune) des localités (points) 19 heures après le séisme diffusée par SMS par QLARM.

Le séisme a causé la mort de 5 449 personnes, 11 404 personnes ont été blessées, 545 sont disparues. Les dommages matériels sont très importants,.

Le centre de recherche allemand en géosciences de Potsdam (GFZ) envoie rapidement plusieurs alertes par courrier électronique. Cette information est suivie, 26 minutes plus tard, par une première estimation des dommages par le Quake Loss Alert for Response and Mitigation (QLARM) de la fondation ICES. PAGER (Prompt Assessment of Global Earthquakes for Response) fournit également des estimations des dommages. La localisation des répliques, fournie par l'USGS, permet d'estimer l'extension de la rupture et d’affiner le calcul de QLARM. 
En Birmanie, malgré l'aide internationale sollicitée par le gouvernement, l'aide humanitaire et l'accès à Internet sont sujets à des restrictions par la junte militaire au pouvoir, qui rendent les efforts de recherche et d'assistance difficiles,.

### Birmanie (Myanmar)
Une mosquée s'effondre à Mandalay et dix personnes sont tuées. Plusieurs moines sont blessés lors de l'effondrement d'un monastère,. Dans le canton de Toungoo, l'effondrement d'une école tue cinq enfants et quatorze adultes meurent dans l'effondrement d'une mosquée. Dans le canton de Pyawbwe (en), deux décès sont attribués à l'effondrement d'une mosquée et d'un bâtiment universitaire. À Aungban (en), dans l'État shan, l'effondrement d'un hôtel tue deux personnes, vingt autres sont bloquées dans le bâtiment.
Selon trois témoins oculaires à Mandalay, plusieurs bâtiments de la ville s'effondrent.
Dans la capitale Naypyidaw, les routes se déforment tandis que les plafonds s'effondrent partiellement. Plusieurs maisons et sanctuaires religieux sont également endommagés. Le pont Ava (en) à Sagaing s'effondre.
Dans le canton de Taungoo (en), une école servant d'abri aux personnes déplacées s'effondre, plus de vingt personnes sont prises dans les décombres.
L’état d’urgence nationale est décrété dans 6 régions touchées par le séisme : Sagaing, Mandalay, Bago, Magway, le territoire de l'Union de Naypyidaw et l'État shan,.

### Chine
Dans le Yunnan, voisin de la Birmanie, le tremblement de terre est fortement ressenti dans toute la province. Des maisons sont endommagées et des personnes sont blessées dans la ville frontalière de Ruili. D'autres provinces, dont le Guizhou, le Guangxi et le Sichuan, ressentent également les secousses.

### Thaïlande

À Bangkok, l'effondrement d'un gratte-ciel en construction est filmé par une caméra embarquée.

À Bangkok le tremblement de terre fait vaciller les bâtiments et provoque des mouvements de panique parmi les habitants,. Un immeuble administratif de trente étages en construction dans le quartier de Chatuchak s'effondre faisant 95 morts. Les services de métro et SkyTrain (MRT et BTS) sont partiellement suspendus à Bangkok. Les échanges à la Bourse de Thaïlande sont aussi temporairement suspendus. Les secousses sismiques sont ressenties à Chiang Mai et dans la plupart des régions du pays.

### Inde
Des secousses sont ressenties dans la région de Delhi vers 11 h 50 (IST), obligeant les habitants à évacuer les bâtiments,.

### Viêt Nam
Le séisme est ressenti à Hanoï et à Hô Chi Minh-Ville, les bâtiments des deux villes sont évacués.

## Réactions

### Birmanie
À la suite du tremblement de terre, la junte militaire birmane déclare l'état d'urgence dans six régions : Sagaing, Mandalay, Bago, Magway, l'est de l'État shan et Naypyidaw. Le chef de la junte, Min Aung Hlaing, se rend dans un hôpital de Naypyidaw pour évaluer le traitement des blessés. La junte militaire sollicite également une aide humanitaire internationale pour faire face aux conséquences de la catastrophe,. Le général Zaw Min Tun déclare que de nombreux hôpitaux de Mandalay, Naypyidaw et Sagaing ont reçu un grand nombre de blessés et ont besoin de dons de sang.

### Thaïlande
La Première ministre thaïlandaise Paethongtarn Shinawatra écourte une visite officielle à Phuket et tient une réunion d'urgence sur la catastrophe. Shinawatra déclare également l'état d'urgence à Bangkok.

### Inde

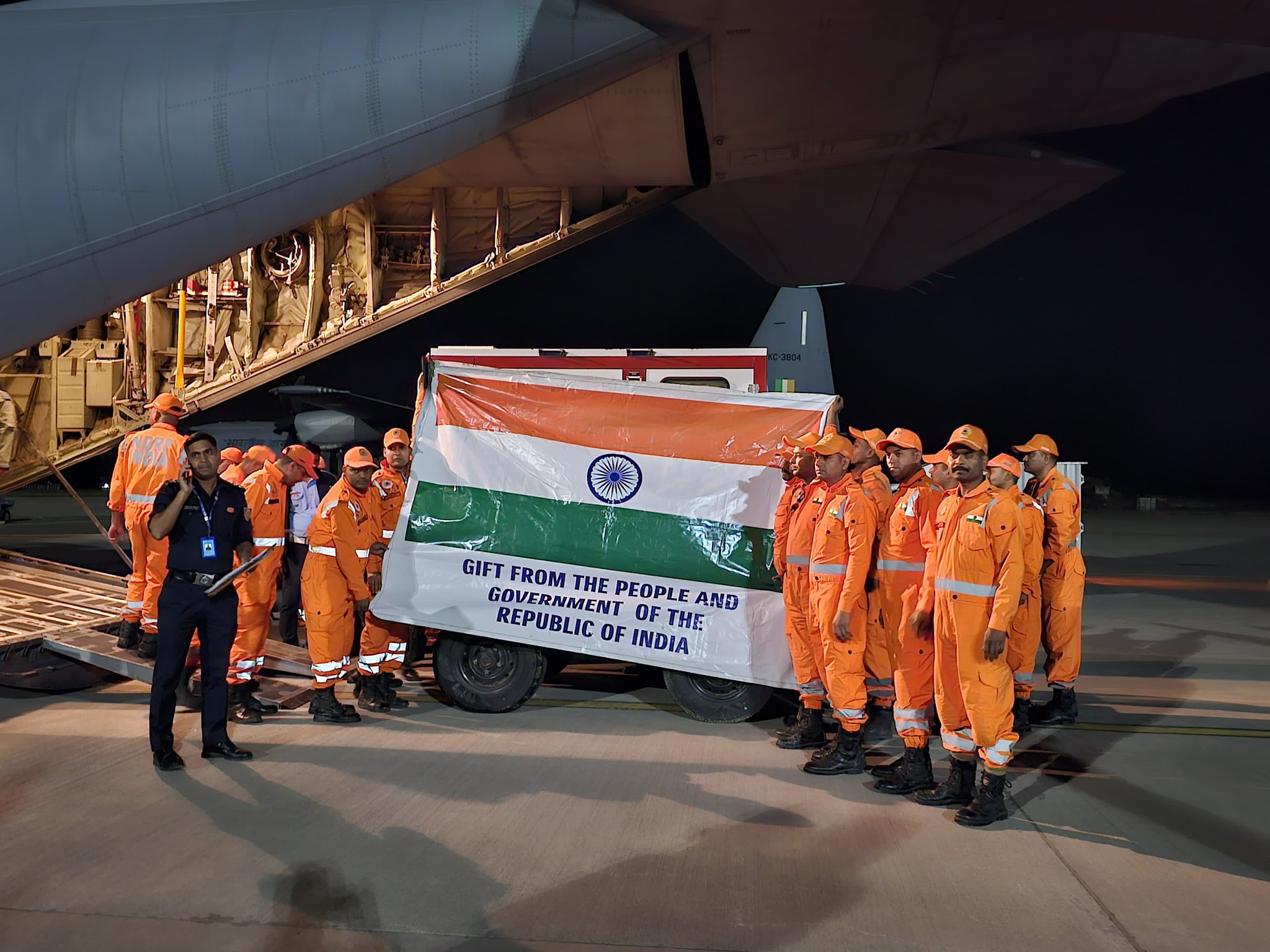
Pont aérien de la Force aérienne indienne composé de volontaires de la NDRF et de matériel pour les opérations de sauvetage.

Le Premier ministre Narendra Modi exprime la volonté de l'Inde d'apporter « toute l'aide possible » à la Birmanie et à la Thaïlande à la suite du tremblement de terre qui frappe ces deux pays. Il annonce également qu'il prie pour la sécurité et le bien-être de toutes les personnes touchées, et offre son soutien.
L'Inde livre 15 tonnes de matériel de secours à la ville birmane de Yangon par un avion de transport de l'armée de l'air indienne.
Le 14e dalaï-lama exprime ses « condoléances aux familles de ceux qui ont perdu des êtres chers et prie pour tous ceux qui, au Myanmar et dans les pays voisins comme la Thaïlande, ont été touchés par cette tragédie » ajoutant « Il est encourageant de savoir qu’en plus des agences de l’ONU, des pays comme l’Inde envoient de l’aide humanitaire pour soutenir les efforts de secours dans les zones sinistrées. » et demande à la Fondation Gaden Phodrang du dalaï-lama de faire un don pour les secours.

### États-Unis
Le président Donald Trump déclare que les États-Unis fourniront une assistance à la Birmanie.

### Nations unies
Le secrétaire général des Nations unies António Guterres annonce une mobilisation de l'ONU, qui va fournir 5 millions de dollars de son fonds d'urgence pour aider les opérations de sauvetage en Birmanie.